# Don't Mean Nothing
Don't Mean Nothing è il singolo di debutto di Richard Marx, estratto dall'album Richard Marx. Raggiunse il primo posto della Mainstream Rock Songs e il terzo della Billboard Hot 100.  Grazie al successo in classifica di Don't Mean Nothing e dei successivi singoli estratti dal suo album di debutto, Richard Marx divenne il primo artista solista maschio a raggiungere la top della Billboard Hot 100 con quattro singoli estratti da un album di debutto.
La canzone è stata aiutata da un video musicale ambientato a Hollywood che divenne estremamente popolare e richiesto su MTV nel 1988, in cui apparivano la futura moglie di Richard Marx, Cynthia Rhodes, e l'attore G.W. Bailey.
Don't Mean Nothing venne nominata ai Grammy Awards del 1988 nella categoria Miglior interpretazione rock vocale solista, ma perse in favore dell'album Tunnel of Love di Bruce Springsteen.

## Storia
Il chitarrista Joe Walsh degli Eagles suona la slide guitar all'interno della canzone; secondo quanto riportato da Richard Marx stesso, fu il suo manager a proporgli l'idea di collaborare con Walsh. Come fan degli Eagles, Marx riteneva che la canzone fosse musicalmente molto vicina all'album The Long Run. Altri due membri degli Eagles, Randy Meisner e Timothy B. Schmit, hanno registrato i cori della canzone.

## Formazione
- Voce – Richard Marx
- Chitarra ritmica – Bruce Gaitsch, Joe Walsh
- Chitarra solista- Joe Walsh
- Basso – Nathan East
- Piano – Michael Omartian
- Batteria – John M. Keane
- Cori – Randy Meisner, Timothy B. Schmidt, Richard Marx

## Posizioni in classifica
Come primo singolo di Richard Marx, la canzone ottenne successo sia nella Billboard Hot 100 sia nella Mainstream Rock Songs. Il singolo debuttò alla posizione numero 78 della Billboard Hot 100 e, dodici settimane dopo, raggiunse la sua massima posizione posizionandosi al terzo posto. Il singolo raggiunse inoltre la prima posizione della Mainstream Rock Songs. Nel Regno Unito, il singolo si piazzò alla posizione numero 78.